# Ян Лецякс
Ян Лецякс (чеськ. Jan Lecjaks, нар. 9 серпня 1990, Плзень) — чеський футболіст, захисник клубу «Омонія».
Виступав, зокрема, за клуби «Вікторія» (Пльзень), «Андерлехт» та «Янг Бойз», а також молодіжну збірну Чехії.

## Клубна кар'єра
Народився 9 серпня 1990 року в місті Плзень. Вихованець футбольної школи клубу «Вікторія» з рідного міста.
У дорослому футболі дебютував 2007 року виступами за «Вікторію» (Пльзень), в якій провів три сезони, взявши участь у 59 матчах чемпіонату. У сезоні 2009/10 допоміг команді виграти національний кубок. 
10 червня 2010 року був відданий в річну оренду в бельгійський «Андерлехт», у складі якого  став володарем суперкубка Бельгії.
У липні 2011 року перейшов у швейцарський клуб «Янг Бойз», підписавши контракт на 4 роки, але закріпитись в основі так і не зумів, тому у квітні 2013 року пішов в оренду на сезон в норвезьку «Волеренгу».
Повернувшись з оренди став основним лівим захисником «Янг Бойза». У сезоні 2014/15 Ян допоміг команді стати срібними призерами національного чемпіонату. Всього встиг відіграти за бернську команду 118 матчів у національному чемпіонаті.
5 липня 2017 року перейшов у загребське «Динамо».

## Виступи за збірні
2006 року дебютував у складі юнацької збірної Чехії, ставши бронзовим призером юнацького (U-19) Євро-2008. Загалом взяв участь у 31 іграх на юнацькому рівні, відзначившись 4 забитими голами.
З 2009 року залучався до складу молодіжної збірної Чехії, разом з якою був учасником молодіжного чемпіонату світу 2009 року та молодіжного Євро-2011. Всього на молодіжному рівні зіграв у 30 офіційних матчах, забив 1 гол.

## Досягнення
- Володар Кубка Чехії (1):

«Вікторія»:  2009-10
- Володар Суперкубка Бельгії (1):

«Андерлехт»:  2010
- Чемпіон Хорватії (1):

«Динамо»: 2017-18
- Володар Кубка Хорватії (1):

«Динамо»: 2017-18
- Володар Суперкубка Хорватії (1):

«Динамо»: 2019
- Чемпіон Кіпру (1):

«Омонія»: 2020-21
- Володар Суперкубка Кіпру (1):

«Омонія»: 2021
- Володар Кубка Кіпру (2):

«Омонія»: 2021-22, 2022-23